# Перри, Дэвид (разработчик игр)
Дэвид Перри (англ. David Perry, 4 апреля 1967, Лисберн, Северная Ирландия) — североирландский разработчик видеоигр и программист. Известен прежде всего как программист игр-платформеров для 16-битных домашних приставок в начале-середине 1990-х годов, таких как Disney’s Aladdin, Cool Spot, и Earthworm Jim. Создал компанию Shiny Entertainment, где проработал с 1993 по 2006 год. Перри создавал игры для таких компаний, как Дисней, 7 Up, McDonald’s, Orion Pictures, и Warner Bros. В 2008 году получил звание почетного доктора Университета Квинс в Белфасте за свой вклад в создание компьютерных игр. Является соучредителем облачного игрового сервиса Gaikai, позже приобретенного компанией Sony Computer Entertainment.

## Биография
Дэвид Перри родился в апреле 1967 года в городе Лисберн, Северная Ирландия. Вырос в городах Темплпатрик и Donegore в графстве Антрим. Учился в средней школе в Темплпатрике, затем в Методистском колледже в Белфасте.
Он начал писать книги по программированию компьютерных игр в 1982 году в возрасте 15 лет, создавая свои собственные игры для Sinclair ZX81. В своем интервью Би-би-си Перри рассказал, что его первой компьютерной игрой была гоночная игра, в которой «маленький чёрный шарик должен был избегать других черных шариков». Он написал её и отправил в журнал, где её напечатали. Он отправил в этот журнал ещё несколько игр, и они прислали ему чек на £450 — небольшая проблема для подростка, который не имеет банковского счета. Он продолжал работать пока не был приглашен на работу, где получал всего 3500 £ / год, в качестве ученика опытного программиста, который научил его более продвинутым навыкам программирования.
В возрасте 17 лет он переехал в Лондон, где занимался разработкой игр с Mikro-Gen и Probe Software для таких издателей, как Elite Systems, Mirrorsoft и Virgin Games, работая над такими проектами, как конверсия игры Teenage Mutant Ninja Turtles с приставки Nintendo Entertainment System для ZX Spectrum и версия игры Терминатор для приставки Sega Genesis.
В 1991 году Дэвид Перри переехал в Соединенные Штаты Америки, чтобы работать на американское подразделение Virgin Games, известное как Virgin Games USA. В то время он руководил разработкой ряда отмеченных наградами игр для Genesis, таких как Global Gladiators, Cool Spot и Aladdin. Его работа в Virgin Games USA также послужила основой для развития других игр, таких как Sega СD-версия The Terminator, Genesis-версии RoboCop Versus The Terminator и Disney’s The Jungle Book. Эти игры разработаны уже после того, как Дэвид Перри покинул студию.
1 октября 1993 года Перри создал свою собственную компанию Shiny Entertainment в Лагуна-Бич, Калифорния. Компания была названа в честь песни «Shiny Happy People» группы R.E.M.. Первая игра компании, Earthworm Jim, стала хитом, продавшись в количестве миллионов копий на нескольких платформах, таких как Genesis, Super NES и ПК. Главный герой, «обычный земляной червяк», который натыкается на космический костюм, превращающий его в супергероя, стал очень популярным. И стал героем множества других сопутствующих товаров: фигурки, комиксы. Также про героя игры был снят мультсериал.
Издание Next Generation, включив Дэвида Перри в свой список «75 самых важных людей в индустрии игр 1995 года», утверждало, что его успех связан не только с его талантом как разработчика, но и с его исключительной способностью к связям с общественностью: «Перри, похоже, часто как выигрывает, так и проигрывает из-за игровой прессы, которая, по-видимому, не может перестать превозносить его и его продукты. Оправдан ли весь этот ажиотаж? Ну, вероятно, нет. Но это не важно — факт в том, что пресса и геймеры его обожают. Мнение Next Generation о PR-секретах Перри? Всегда перезванивай, не давай обещаний, которые не можешь выполнить, и проявляй искренний интерес к тому, с кем разговариваешь. Звучит просто? Так почему же почти никто из настоящих пиарщиков (не говоря уже о президентах и ведущих программистах) в индустрии так не поступает?».
В 2002 году Shiny Entertainment была приобретена компанией Atari за 47 миллионов долларов США, подписав с Перри долгосрочный контракт, оставив его на посту президента. Также в 2002 году Перри сотрудничал с Вачовски, работая над созданием игр по их серии фильмов Матрица.
В 2006 году он ушел из Shiny и создал GameConsultants.com, консалтинговую фирму.
В феврале 2008 года Перри переиздал свой веб-сайт Карта Игровой Индустрии, большую бесплатную игровую базу данных, в которой на карте мира отмечены тысячи игр и игровых компаний, что позволяет студентам и работникам отрасли искать, где создаются видеоигры и располагаются компании производящие видеоигры.
Перри входит в консультативный совет Конференции разработчиков игр, выступал на отраслевых площадках, таких как E3, CES, Hollywood and Games, Digital Hollywood, iHollywood, SIGGRAPH, Entertainment in the Interactive Age, What Teens Want, The Banff Summit, а также в крупных университетах, таких как Университет Южной Калифорнии, и Массачусетский технологический институт. В 2006 году он стал одним из организаторов ежегодной премии Game Developers Choice Awards с Томми Талларико.
В ноябре 2008 года, Перри стал соучредителем Gaikai в Нидерландах, компании, которая выпустила технологию потоковой игры в конце 2009 года. В июле 2012 года Gaikai была продана Sony Computer Entertainment за 380 миллионов долларов США.

## Избранные работы
| Description                                            | Year | Publisher                                        |
| ------------------------------------------------------ | ---- | ------------------------------------------------ |
| National ZX80/ZX81 Users Club Magazine                 | 1982 | Interface Publications                           |
| Tim Hartnell’s Giant Book of Spectrum Games            | 1983 | Interface Publications                           |
| 49 Explosive Games for the ZX Spectrum                 | 1983 | Interface Publications                           |
| Astounding Arcade Games for your Spectrum + & Spectrum | 1984 | Interface Publications                           |
| Sord M5 Graphics Demos [written in BASIC]              | 1982 | Sord                                             |
| Drakmaze (Original IP)                                 |      | Mikro-Gen Software Ltd.                          |
| Herbert’s Dummy Run                                    |      | Mikro-Gen Software Ltd.                          |
| Three Weeks in Paradise (Original IP)                  |      | Mikro-Gen Software Ltd.                          |
| Stainless Steel (Original IP)                          |      | Mikro-Gen Software Ltd.                          |
| [Beyond the Ice Palace]                                | 1988 | Elite Systems.                                   |
| Savage (Original IP)                                   |      | via Probe Software -> Go / US Gold Ltd.          |
| Tintin on the moon (Comic book licence)                |      | via Probe Software -> Infogrames                 |
| Trantor the Last Stormtrooper                          |      | Probe Software                                   |
| Paperboy — II (Arcade game conversion)                 |      | Mindscape International Ltd.                     |
| Captain Planet (TV show licence)                       |      | Mindscape International Ltd.                     |
| Teenage Mutant Hero Turtles (TV show licence)          | 1990 | via Probe Software -> Mirrorsoft Ltd. / Konami   |
| Smash T.V. (arcade game conversion)                    | 1990 | via Probe Software -> Ocean Software Ltd.        |
| Dan Dare III — The Escape                              |      | via Probe Software -> Virgin Games               |
| Extreme                                                |      | Digital Integration                              |
| Great Gurianos (Arcade Conversion)                     |      | Elite Systems                                    |
| Supremacy (UK) / Overlord (US) (Original IP)           | 1990 | via Probe Software -> Virgin Games Ltd.          |
| The Terminator (movie licence)                         | 1992 | via Probe Software -> Virgin Games Ltd.          |
| McDonald’s Global Gladiators (based on McD characters) | 1992 | Virgin Games Ltd.                                |
| 7-UP’s Cool Spot (AdvertGame)                          | 1993 | Virgin Games Ltd.                                |
| Disney’s «Aladdin» (movie licence)                     | 1993 | Virgin Games Ltd.                                |
| Earthworm Jim                                          | 1994 | Playmates Interactive Entertainment              |
| Earthworm Jim 2                                        | 1995 | Playmates Interactive Entertainment              |
| MDK                                                    | 1997 | Playmates Interactive / Interplay Entertainment. |
| Wild 9                                                 | 1998 | Interplay Entertainment, Inc.                    |
| Messiah                                                | 2000 | Interplay Entertainment, Inc.                    |
| R/C Stunt Copter                                       |      | Titus Interactive                                |
| Sacrifice                                              | 2000 | Interplay Entertainment, Inc.                    |
| Enter the Matrix                                       | 2003 | Atari Inc.                                       |
| The Matrix: Path of Neo                                | 2005 | Atari Inc.                                       |
| 2Moons                                                 |      | Acclaim Inc.                                     |
| 9 Dragons                                              |      | Acclaim Inc.                                     |
| Dance Online                                           |      | Acclaim Inc.                                     |
| Ponystars                                              |      | Acclaim Inc.                                     |
| Kogamu                                                 |      | Acclaim Inc.                                     |
| Rockfree                                               |      | Acclaim Inc.                                     |
| Prize Potato                                           |      | Acclaim Inc.                                     |
| Spellborn                                              |      | Acclaim Inc.                                     |
| Plague (not released)                                  |      | Atari Inc.                                       |
| The Simpsons (consulting)                              |      | Electronic Arts                                  |